# Karl Leo Noethlichs
Karl Leo Noethlichs (* 3. August 1943 in Heinsberg) ist ein deutscher Althistoriker.

## Leben
Karl Leo Noethlichs studierte Geschichte, Alte Geschichte, Klassische Philologie und Philosophie an der Universität zu Köln. Er promovierte 1971 bei Friedrich Vittinghoff und Christian Meier mit der Arbeit Die gesetzgeberischen Maßnahmen der christlichen Kaiser des vierten Jahrhunderts gegen Häretiker, Heiden und Juden. 1979 habilitierte er sich mit der Arbeit Beamtentum und Dienstvergehen. Zur Staatsverwaltung in der Spätantike an der RWTH Aachen, wo er als Studiendirektor im Hochschuldienst tätig war, seit 1987 mit dem Titel eines außerplanmäßigen Professors. Seit 2008 ist er im Ruhestand.
Noethlichs ist ein anerkannter Spezialist für das antike Beamtentum, die politische Geschichte Spartas, die römische Verwaltungsgeschichte, die Kirchengeschichte des frühen Christentums und der Spätantike sowie das antike Judentum.

## Schriften
- Das Judentum und der römische Staat. Minderheitenpolitik im antiken Rom. Wissenschaftliche Buchgesellschaft, Darmstadt 1996 ISBN 3-534-10091-3.
- Die Juden im christlichen Imperium Romanum (4.–6. Jahrhundert). Akademie-Verlag, Berlin 2001 (Studienbücher Geschichte und Kultur der Alten Welt) ISBN 3-05-003431-9.
- teils sehr umfangreiche Artikel im Reallexikon für Antike und Christentum (unter anderem zu Justinian I.)